# Hodrušita
La hodrušita és un mineral de la classe dels sulfurs que rep el seu nom de la localitat eslovaca d'Hodruša.

## Característiques
La hodrušita és un sulfur de coure i bismut. Cristal·litza en el sistema monoclínic, formant cristalls en forma d'agulla de menys d'1 mm. També s'ha trobat en forma d'agregats laminars. La seva duresa oscil·la entre 4 i 5 a l'escala de Mohs. Estructuralment, es tracta d'un mineral estretament relacionat amb la cuprobismutita i la kupčíkita.
Segons la classificació de Nickel-Strunz, la hodrušita pertany a «02.JA: Sulfosals de l'arquetip PbS, derivats de la galena amb poc o gens de Pb» juntament amb els següents minerals: benjaminita, borodaevita, cupropavonita, kitaibelita, livingstonita, makovickyita, mummeita, pavonita, grumiplucita, mozgovaita, cupromakovickyita, kudriavita, cupromakopavonita, dantopaita, cuprobismutita, padĕraita, pizgrischita, kupčíkita, schapbachita, cuboargirita, bohdanowiczita, matildita i volynskita.

## Formació i jaciments
S'ha trobat en jaciments polimetàl·lics de tipus subvolcànic, en un sistema de filons de quars desenvolupats en andesites piroxenites propilititzades. Sol trobar-se associada a altres minerals com: quars, hematites, calcopirita, wittichenita o pavonita.